# تاکویا مییاموتو
تاکویا مییاموتو (ژاپنی: 宮本 卓也؛ زادهٔ ۸ ژوئیهٔ ۱۹۸۳ – ۱ مهٔ ۲۰۲۲) یک بازیکن فوتبال اهل ژاپن بود.
از باشگاه‌هایی که در آن بازی کرده بود می‌توان به باشگاه فوتبال سرزو اوساکا، باشگاه فوتبال مونتدیو یاماگاتا و باشگاه فوتبال آویسپا فوکوئوکا اشاره کرد.